# Karácsonyi hó
A Karácsonyi hó (Christmas Snow) a South Park című amerikai animációs sorozat 307. része (a 23. évad 10. epizódja). Az Egyesült Államokban 2019. december 11-én mutatták be a Comedy Central műsorán, míg Magyarországon 2020. január 31-én. A karácsonyi tematikájú epizódban az ittas vezetést illetve a kábítószerfogyasztás legalizálásának témáját járják körül.

## Cselekmény
Az adventi vásáron Télapó figyelmezteti a városlakókat, hogy az ünnepek idején ne üljenek autóba, ha előtte alkoholt fogyasztottak. Ez nem igazán hatja meg az embereket, akik kifütyülik őt és buligyilkosnak nevezik. Ezt követően mintha mi sem történt volna, részegen ülnek autóikba, és óriási káoszt okoznak. Másnap döbbenten veszik észre, hogy a boltokban betiltották az alkohol árusítását, egészen január 2-ig. Ez elkeseríti mindannyiukat, mert józanul nem tudják elviselni egymást. A város utcái kiürülnek, a polgármester pedig aggódik, hogy ennek negatív következményei lesznek. Felkeresik Randyt a Böcsület Farmon, aki azóta nagy szakállat növesztett, hogy arra kérjék, adjon el egy kis füvet. Ő közli, hogy az évadnak vége van, és már nem tud hol termelni, mert túl hideg van hozzá, de a városlakók unszolására megbeszéli Törcsivel a dolgot. Törcsi szerint újra kellene csomagolni a korábbi termékeiket, Randy szerint viszont valami más kellene. Hirtelen elkezd esni a hó, és ebből Randy inspirációt nyer. A "Karácsonyi hó" névre hallgató új terméket egy titkos fehér színű összetevővel turbózza fel, ami azonnal hatalmas siker lesz.
Az emberek újra kocsikázni kezdenek a hatása alatt, de ezúttal még életveszélyesebben, mint korábban. A polgármester kérdőre vonja, hogy mi volt a marihuánában, mire Randy elismeri, hogy kokain. Mikor közlik vele, hogy a kokain árusítása illegális, őszintén meglepődik, majd villámgyors hadjárattal eléri, hogy hét államban legális legyen a forgalmazás. Télapónak is feltűnik, hogy az emberek kábultan vezetnek, ezért betiltatja a marihuána árusítását az ünnepek alatt. Randy erre újabb kiskaput keres, és bemutatja a "Gandzsamentes Karácsonyi Hó" nevű terméket, ami lényegében tiszta kokain. A városban tovább folytatódik az autósok ámokfutása, ezért Télapó szenteste bemegy minden házba és magához veszi az anyagot. Randy üldözőbe veszi a szánjával, és balesetet szenvednek.
Másnap az emberek pánikba esnek, amikor eltűnik az összes kokain. Randy rábírja Télapót, hogy próbálja ki a "Karácsonyi havat", mert az helyben termelt, bio, és "böcsülettel" készült. Megállapítja, hogy tényleg jó anyag, ám ekkor megjelenik Jézus. Kérdőre vonja őket, majd Randy megkóstoltatja vele is, aki szerint tényleg jó anyag. Jézus karácsonyi csodát tesz, és mint a havat, szétszórja a kokaint South Park felett. Visszatér a városba a karácsonyi hangulat, és mindenki kocsikázni indul. Az epizód végén a Coca-Cola reklámokat kifigurázó Böcsület Kokain reklámja látható, rajta a Télapóval.

## Fordítás
- Ez a szócikk részben vagy egészben  a   Christmas Snow (South Park) című angol Wikipédia-szócikk ezen változatának fordításán alapul.  Az eredeti cikk szerkesztőit annak laptörténete sorolja fel. Ez a jelzés csupán a megfogalmazás eredetét és a szerzői jogokat jelzi, nem szolgál a cikkben szereplő információk forrásmegjelöléseként.